# Табачная промышленность России

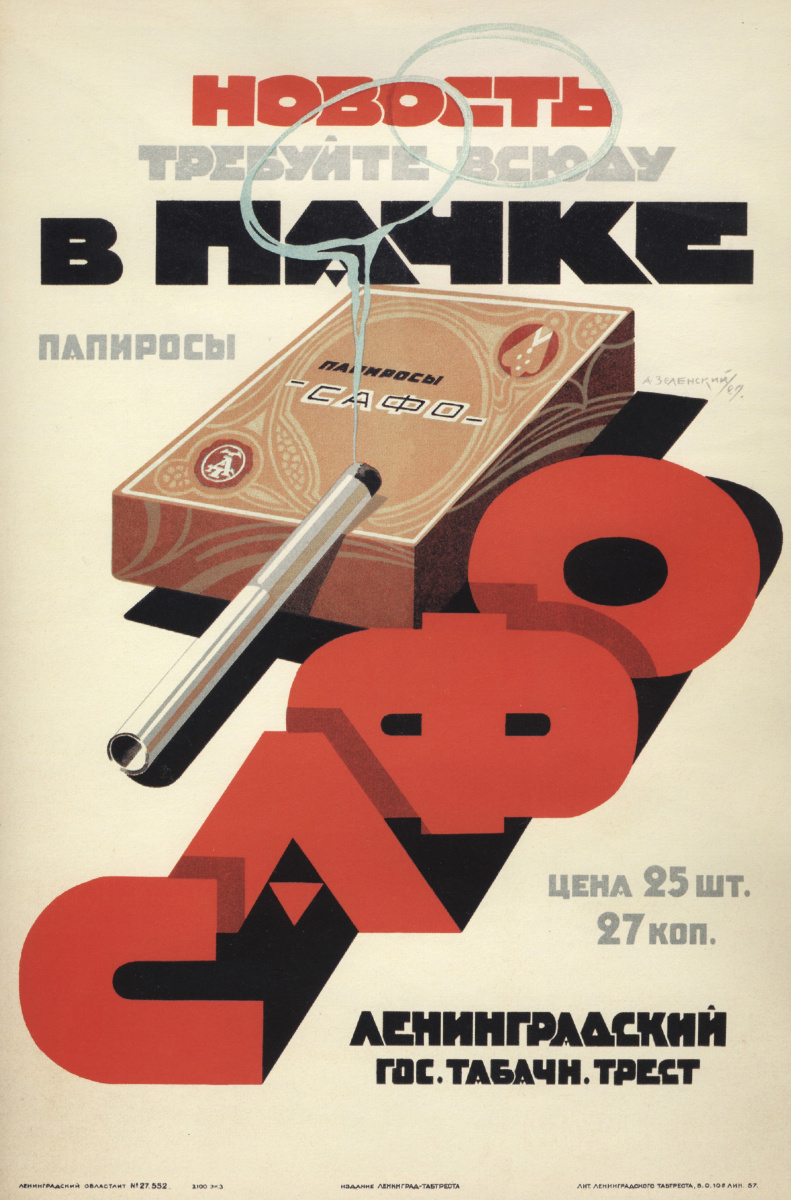
Рекламный плакат советских папирос «Сафо», Александр Зеленский, 1929 год

Табачная промышленность в России — отрасль промышленного производства, связанная с выращиванием табачного сырья и его переработкой, изготовлением табачных изделий, их продажей и продвижением на территории Российской Федерации.
По данным Росстата, в 2019 году объёмы производства сигарет в стране превысили 211 миллиардов штук, что на 10,8 % меньше показателя за аналогичный период годом ранее.

## История

### Царская Россия

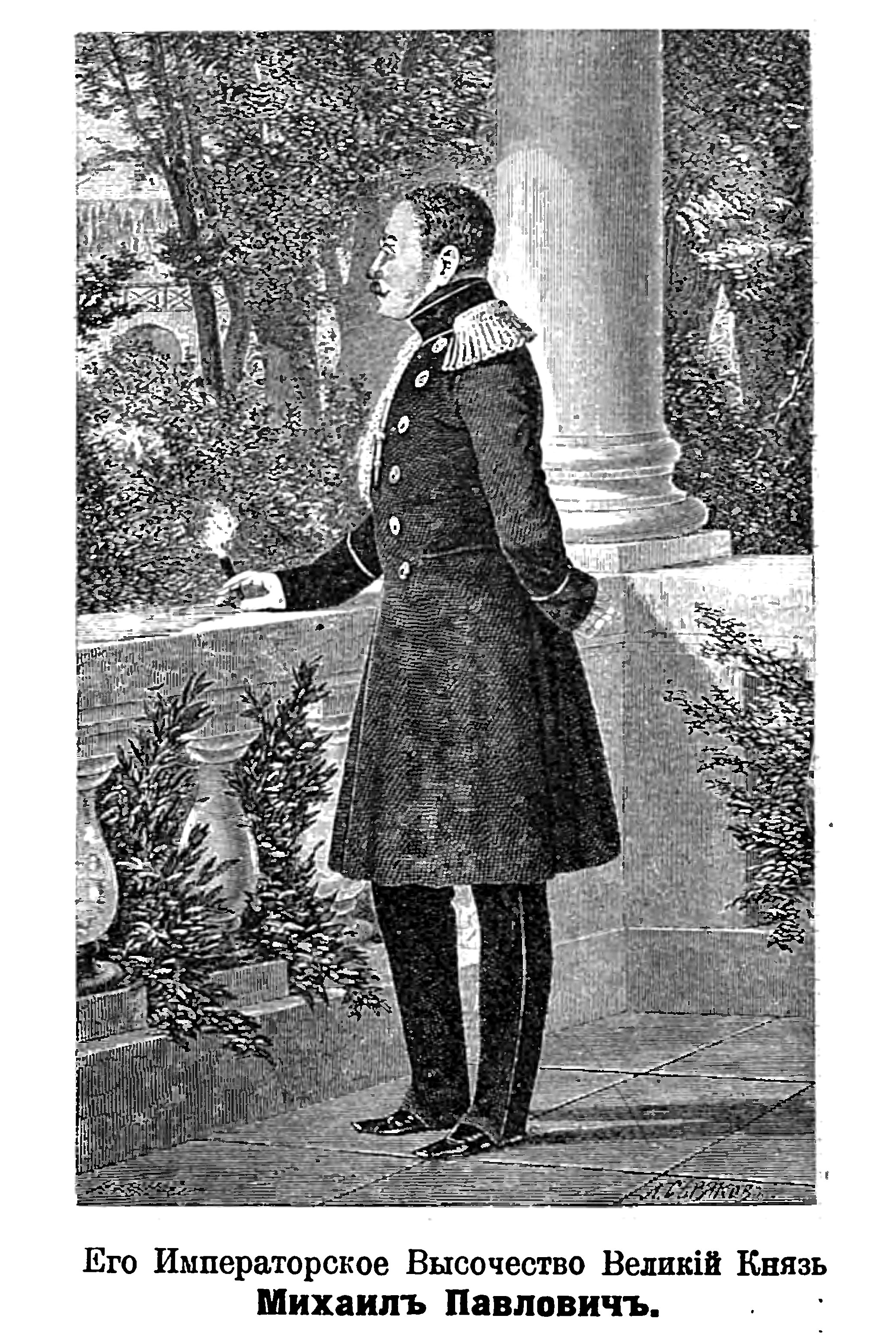
Рисунок курящего сигару Михаила Павловича, 1915 год

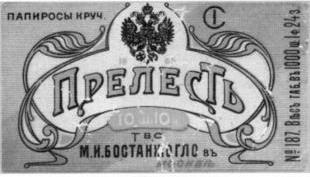
Папиросы фабрики Бостанджогло, XIX век

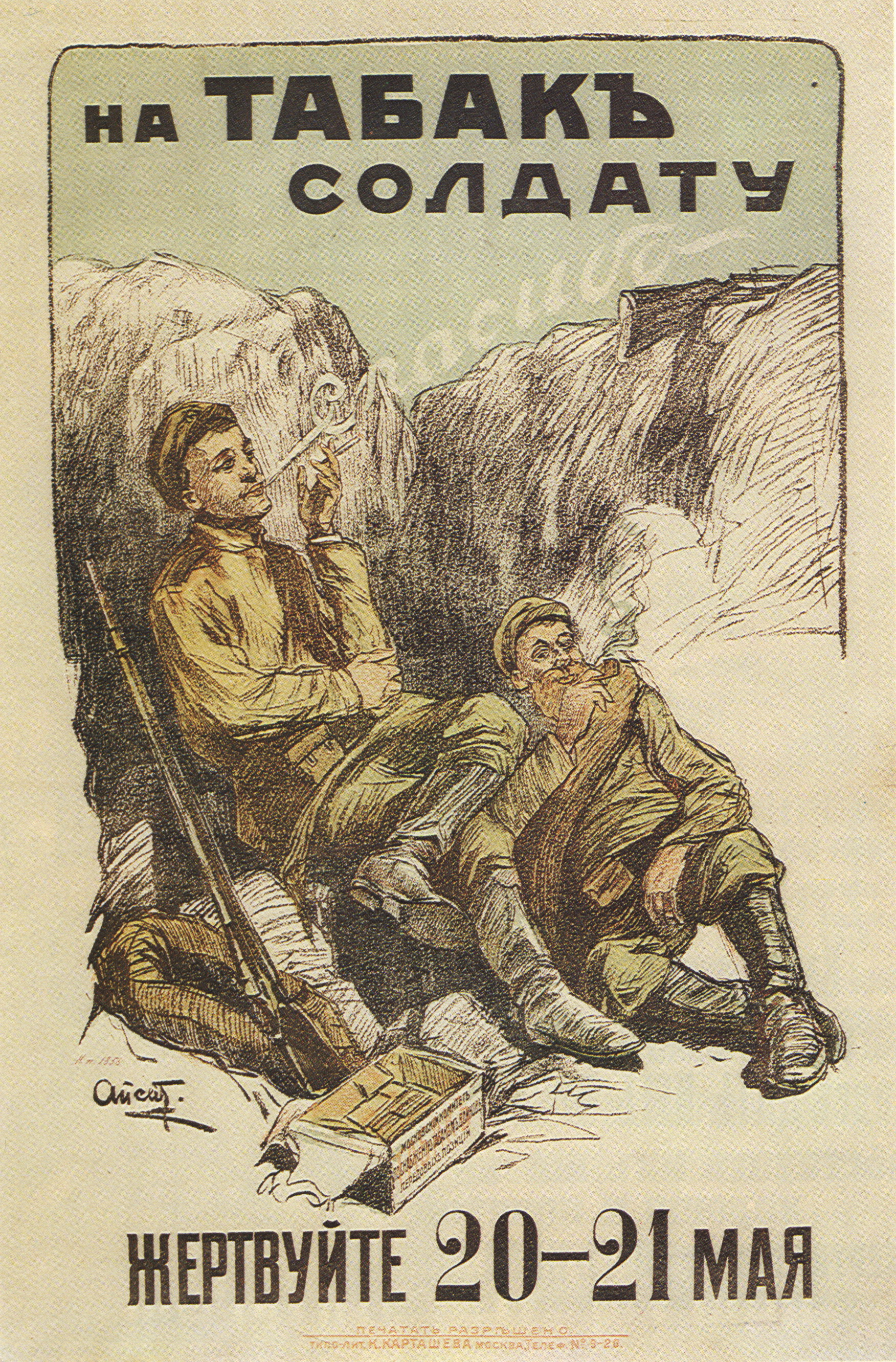
Папиросы фабрики Бостанджогло, 1914 год

В России на потребление, выращивание и распространение табака был наложен запрет вскоре после его ввоза в страну в начале XVI века. Легализовали оборот табака только в правление Пётра I, который предоставил исключительные права на торговлю в стране маркизу Кармартену. Вернувшись на родину из Великого посольства, Пётр I распространил культуру потребления табака как часть европейского образа жизни. Способствовали этому «увещания к российской пастве» патриарха Адриана, поддержавшие нововведения государя. В 1705 году в России была учреждена «казённая табачная продажа по примеру питейной». Но уже через девять лет государственную монополию заменили более выгодной откупной системой. Одновременно открылись первые табачные фабрики — в Санкт-Петербурге и Ахтырке.
Однако началом развития табачной промышленности в России считают 1763 год, когда статскому советнику Григорию Теплову поручили следить за посевом американского табака в Малороссии. Учреждённая им в Ромнах контора надзирала за промыслом, раз в два года бесплатно распространяла семена и инструкции по разведению среди помещиков. По инициативе Теплова, правительство установило премии за разведение табака в хозяйствах. Способствовал становлению промышленности и закон 1764 года, позволявший владельцам новоустроенных табачных заводов беспошлинно торговать в течение десяти лет. Но хорошего российского табака было недостаточно, поэтому одновременно процветала торговля китайским и бразильским табаками.
К началу XIX века плантации американского табака располагались около Семипалатинска, Нерчинска, Иркутска, Бийска, по Верхнему Иртышу, а цены резко упали до 1,25 рублей за пуд. Государственные власти установили запрет на самостоятельное выращивание табака и производство табачной продукции. К середине столетия одна табачная фабрика в столице могла производить сигар, курительного и нюхательного табака до 4,5 тысяч пудов в год. Для сравнения, в 1842-м только в Санкт-Петербурге действовало 26 таких производств, с общим оборотом более 50 тысяч пудов разного табака и до 500 тысяч сигар. К концу XIX века в стране насчитывалось 272 фабрики, наибольшее число из них — в Южном регионе (53), а также в Северо-Западном (44) и Среднечернозёмном (39). Бо́льшую долю произведённого табака государство экспортировало в Германию, Финляндию, Францию, Бельгию, Голландию, Швейцарию, Грецию, Данию и Австро-Венгрию. В начале XX века в России ежегодно производили около 24,5 миллиарда сигар и папирос. Более 80 % продукции вырабатывали в Санкт-Петербурге, остальное — в Москве.

### СССР

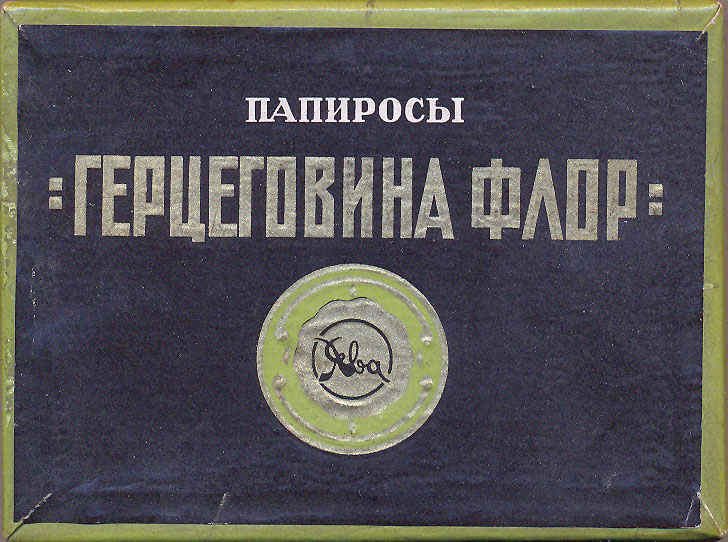
Папиросы «Герцеговина Флор», XX век

В 1918 году в России все табачные фабрики национализировали, была установлена государственная монополия на производство и продажу табачных изделий. Нестабильное экономическо-политическая обстановка и кризис розничной торговли способствовали упадку отрасли: после Гражданской войны из 260 фабрик работало только 38. В 1930-х годах Нарком пищевой промышленности открыто приравнял табачный кризис к политическому: «Вот такое орудие для экономической политики государства папиросы… А без махорки даже воевать нельзя. Махорка — это оборона… После хорошего боя надо хорошо закурить». И в первую пятилетку началась целенаправленное восстановление табачной промышленности: к 1940 году были восстановлены плантации табака, которые давали до 241 тысячи тонн табачного сырья в год. Тем не менее во времена Великой Отечественной войны и в период сворачивания косыгинских реформ периодически возникал дефицит табака.
Пик табачного производства в советский период был достигнут в 1987 году, когда его уровень составил 378 тысяч тонн, ещё более 200 тысяч тонн ввозили из-за рубежа. Способствовали буму производства и технологические усовершенствования. Только за 1951—1975 годы средняя производительность средней фабрики выросла с 2,9 до 7,9 млрд штук табачных изделий. Число работников сферы достигло 46,3 тысяч человек. В этот период лидерами производства являлись Молдавия, Азербайджан, Украина и Киргизия. В стране действовала жёсткая система управления табачной промышленностью для осуществления Госплана. Прибыль предприятий распределяли на их развитие и производственные нужды (38 %), а также на бюджетные отчисления (62 %). Первой международной компанией на советском рынке стал Philip Morris International, который в 1970-х годах на базе фабрики «Ява» запустил выпуск сигарет «Союз-Аполлон».

### Постсоветская Россия
К 1991 году единое партийное и хозяйственное руководство в стране было упразднено, начался процесс приватизации табачных фабрик. После перехода к рыночной экономике транснациональные табачные компании инвестировали около 2,7 миллиарда долларов в развёртывание в России собственных мощностей и рекламу. Всего было открыто свыше 75 производств, в последующие десятилетия их число сократилось до 20 (восемь из них производили более 90 % табачной продукции).
Импортом сигарет занимались многочисленные небольшие фирмы-поставщики. В 1993 году под предлогом создания «условий для развития отечественного спорта» и льгот для отдельных групп граждан был создан ряд структур, полностью освобождённых от всех налогов и пошлин. Таким образом отдельные компании получили конкурентное преимущество, что позволило им быстро увеличивать товарооборот. Так, в 1990-е годы ввозом сигарет занимались Национальный фонд спорта, Совет воинов-афганцев, Фонд помощи инвалидам и глухонемым, подразделения Московской патриархии. И к 1997 году на российском рынке была широко представлена продукция Philip Morris International, R. J. Reynolds, Rothmans International, British American Tobacco и других зарубежных производителей. Практика поставщиков со льготным налогообложением была упразднена только к 1996—1997 годам, позднее основные производители сигарет, представленные на российском рынке, начали самостоятельно контролировать импортные операции. Странами-лидерами по импорту сигарет в Россию являлись США, Швейцария, Германия, Великобритания, Польша, Бельгия, Нидерланды и Китай. Наибольший объём табачного сырья ввозили из бывших советских республик — Киргизии, Молдавии, Азербайджана, которые обеспечивали до 50 % рынка в 1997-м.
В 1993—1997 годах в стране наблюдался резкий рост числа контрабандных сигарет — по разным оценкам, от 48 до 54 млрд штук. Основными каналами поставки нелегальной продукции являлись соседние государства, а также Кипр, Польша, отдельные страны Среднего Востока. Например, по польским данным, в 1992—1994 годах в Россию вывозили товар на 10—14 млн долларов ежегодно, а по российским данным, продукции поступало только на 4—7 млн долларов. Сократить количество контрабанды за счёт усиления таможенного контроля удалось только к 1997 году. До 2000 года были установлены нормы к маркировке и производству сигарет, создан институт лицензирования производства и оптовой торговли. Основной контроль за сферами осуществляют специальный департамент Федеральной налоговой службы и Государственный таможенный комитет.
В 1997 году крупнейшие российские производители объединились в ассоциацию «Табакпром». По подсчётам организации, к 2001 году объём российского рынка табачной продукции составлял 280—290 млрд штук сигарет в год. МНС России в этот период заявляло о 398 млрд штук курительных изделий. При этом ожидалось увеличение рынка за счёт роста числа иммигрантов из бывших советских республик, увеличения интенсивности курения из-за уменьшения содержания никотина и смол, сокращения торговли контрафактной продукцией.

## Современность
С начала XXI века потребление сигарет росло, несмотря на убыль населения. Только за первые пять лет их производство увеличилось на 15 %, достигнув 406 миллиардов штук в год. Одновременно потребление выросло на 30 % — с 287 до 375 миллиардов штук. По оценкам экспертов, в 2000 году в табачной промышленности было занято около 113 тысяч человек, в розничной продаже продукции — около 87 тысяч человек. Объём налоговых отчислений от табачной промышленности достиг 1 миллиарда рублей.
Федеральная налоговая служба России в 2001 году заявляла об объёме российского рынка в размере 398 млрд штук курительных изделий. Федеральный закон «Об охране здоровья граждан от воздействия окружающего табачного дыма» 2005 года запустил активную антитабачную политику. Потребление и объёмы производства табака уменьшились: к 2014-му они снизились до 319 и 355 миллиардов сигарет соответственно. Около трети произвела компания-лидер рынка Japan Tobaco International (118 миллиардов сигарет). Вслед за JTI шли Philip Morris International (89,5), British American Tobacco (66), Imperial Tobacco Group (38,2), «Донской табак» (30,9).
Тем не менее объёмы производства в России оставались очень высокими по сравнению с другими странами. В 2010 году на каждого жителя России приходилось 2700 сигарет, в то время как на каждого израильтянина — только 1366, на каждого финна — 920. В 2011-м российский рынок табачной продукции оставался третьим в мире после китайского и американского по ёмкости в натуральном выражении. Следующие семь лет наблюдался нестабильный спад производства, которое к 2018 году не превышало 308 миллиардов сигарет. Основной причиной послужило снижение потребительского спроса благодаря усилиям властей и активистов. Но одновременно антитабачная кампания привела к росту контрабандной продукции: в 2019-м каждая седьмая пачка была ввезена в страну нелегально, что было почти в два раза больше чем годом ранее.
Традиционной сырьевой зоной для табачной продукции является Южный федеральный округ, где возделывают табак сортов «Остролист», «Трапезонд», «Американ», «Дюбек» и «Самсун». К 2017 году на юге производили около 10—17 тысяч тонн табака в год, с регионами-лидерами в Чеченской Республике и Краснодарском крае. Кроме того, российские производители импортируют табачное сырьё. Например, в 2014 году его завезли в страну на один миллиард долларов в основном из Бельгии, Бразилии, Индии, Мозамбика, Южной Африки, Греции и США. Производство курительных изделий сконцентрировано в Северо-Западном федеральном округе, а также в Южном и Центральных федеральных округах. К 2017 году в стране действовало 18 основных производителей табачной продукции, суммарный оборот которых в 2018-м превышал 22 миллиарда рублей.
За одиннадцать месяцев 2019 года объёмы производства сигарет в России превысили 211 млн штук, что на 10,8 % меньше, чем в аналогичный период годом ранее. Средняя потребительская цена пачки составила 97,4 рублей для российских марок, 144,2 — для иностранных. Производители табака заявляют, что спад связан в первую очередь с замещением легальной продукции нелегальной. По данным Japan Tobacco International, за 2017—2020 годы легальный табачный рынок России сократился суммарно на 20 %. В 2019-м доля контрафактной продукции в стране действительно выросла почти вдвое и составила 15,6 %. Однако эксперты заявляют, что её рост связан в первую очередь с недостаточным противодействием ответственных органов. Например, в Великобритании, где эффективно устроена таможня и другие службы, процент контрабандной продукции снизился более чем наполовину за 2000—2019 годы.
По состоянию на 2019 год более 97 % от общего объёма сигарет для внутреннего оптового рынка были произведены Japan Tobacco International (40,15 %), Philip Morris International (24,53 %), British American Tobacco Russia (22,22 %), Imperial Brands (10,25 %). Их общий объём оптовых продаж превысил 209 миллиардов сигарет. К 2020 году ежегодные акцизные поступления от табачной промышленности в России составляли около 600 млрд рублей, на табачных фабриках работало около 10 тысяч человек. В 2021-м Forbes назвал Philip Morris International первой в списке крупнейших иностранных компаний России, её выручка составила более 359 млрд рублей.
С января 2022 года минимальная цена на табачную продукцию установилась на уровне 112 рублей. Одновременно в стране отмечалось смещение спроса к табачной продукции дешевого сегмента, а также рост контрабанды. По оценкам Счетной палаты неэффективные меры пресечения незаконной торговли стали причиной недополучения бюджетом около 300 млрд рублей за пять лет. После начала военных действий на Украине в 2022 году табачные компании Imperial Brands и  British American Tobacco объявили о приостановке производства, прекращении продаж и маркетинговой деятельности на территории России. В отдельных случаях процесс сопровождался отчуждением прав на табачные бренды: например, новыми владельцами сигарет West стали семь бизнесменов, из которых пять связаны с холдингом «Мегаполис» миллиардеров Игоря Кесаева и Сергея Кациева. По оценкам BAT, прекращение деятельности компании на территории страны повлечёт убытки в размере £957 млн. При этом, чистая прибыль производителя упала в 1,7 раза, по сравнению с показателями 2021-го. Табачная компания Philip Morris International тоже объявила о намерении покинуть российский рынок весной 2022-го, запланировав ликвидацию бизнеса на конец календарного года.